# Loi d'habilitation
Cet article court présente un sujet plus développé dans : Article 38 de la Constitution de la Cinquième République française.
Dans la Constitution de la Cinquième République française, une loi d'habilitation est une loi dans laquelle le Parlement français autorise le gouvernement à prendre par ordonnance des mesures qui relèvent du domaine de la loi.